# Палата Мандалеј
Палата Мандалеј (маɰдәле наɰдɔ), смештена у Мандалеју, Мјанмар, последња је краљевска палата последње бурманске монархије. Палата је изграђена између 1857. и 1859. године као део оснивања новог главног града Мандалеја од стране краља Миндона. План палате Мандалеј у великој мери прати традиционални бурмански дизајн палате, унутар утврђења опкољеног шанцем. Сама палата је у средишту цитаделе и окренута је ка истоку. Све зграде палате су висине једног спрата. Број торњева изнад зграде указивао је на важност подручја.
Палата Мандалеј била је примарна краљевска резиденција краља Миндона и краља Тиба, последња два краља земље. Комплекс је престао да буде краљевска резиденција и седиште владе 28. новембра 1885. године, када су, током Трећег англо-бурманског рата, трупе Бурмских теренских снага ушле у палату и заробиле краљевску породицу. Британци су комплекс палате претворили у тврђаву Дафрин, названу по тадашњем вицекраљу Индије. Током британске колонијалне ере, Бурманци су на палату гледали као на примарни симбол суверенитета и идентитета. Велики део комплекса палате уништен је током Другог светског рата савезничким бомбардовањем; преживеле су само краљевска ковница новца и осматрачница. Реплика палате обновљена је 1990-их неким модерним материјалима.
Данас је Палата Мандалеј главни симбол Мандалеја и главна туристичка дестинација.

## Историја
Палату Мандалеј саградио је краљ Миндон у фебруару 1857. Велики делови палате су реконструисани из палате у Амарапури, која је пресељена у Мандалеј. Земљиште краљевске палате од 413 хектара било је окружено са четири зида дужине 2 км и шанцем ширине 64 м, дубине 4,5 м. Дуж зида су се налазили бастиони са златним врховима на растојањима од 169 м. Зидови су имали по три капије са сваке стране, укупно дванаест, свака са неким знаком зодијака. Цитадела је имала пет мостова за прелазак преко рова.
У јуну 1857. године започета је градња палате. После катастрофалног Другог англо-бурманског рата 1852. године, смањено бурманско краљевство није имало довољно средстава за изградњу нове разметљиве палате. Некадашњу краљевску палату Амарапура слонови су демонтирали и преселили на нову локацију у подножју брда Мандалеј. Изградња дворског комплекса званично је завршена у понедељак, 23. маја 1859.
Британци су напали и опљачкали палату и спалили краљевску библиотеку. Краљевске регалије Бурме уклоњене су као војни плен и изложене у музеју Јужни Кенсингтон (данас В&А музеј, Лондон). Године 1964. враћени су у Бурму као гест добре воље. Британци су преименовали дворац у утврду Форт Дафрин и користили је за смештај трупа. Током Другог светског рата Јапанци су тврђаву палате претворили у магацин за снабдевање а савезничким бомбардовањем изгорела је до темеља. Преживели су само краљевска ковница новца и осматрачница.
Реконструкција палате почела је 1989. године, на иницијативу Одељења за археологију. С обзиром да су владина средства била недовољна, формиран је Мандалејски одбор за обнову палате, а средства су дошла од Државног савета за обнову реда и закона, који је помогао реализацију овог пројекта. Регионалне владе Мандалеја, региона Магве и Сагаинг биле су одговорне за израду архитектонских планова и изградњу различитих делова палате:
- Мандалеј округ: Велика сала за пријеме, Лављи престо
- Магве округ: Осматрачница, Престона соба
- Сагаинг округ; Престона соба

Иако је целокупан дизајн био веран, процес градње је укључивао и традиционалне и модерне технике градње. Валовити лим је коришћен за покривање већине зграда, док је бетон у великој мери коришћен као грађевински материјал (првобитна палата изграђена је само од тиковине.
Једна од сала је демонтирана током владавине краља Тиба и обновљена као манастир Швенандо. То је једина преостала важнија грађевина првобитне дрвене палате данас.

## Цитадела

### Зид
Четири 2 км дуга зида чине савршен квадрат око палате, са укупно 48 бастиона са златним врховима у правилним интервалима од 169 м и окружена ровом. Зидови изграђени уобичајеном бурманском опеком постављеном у муљевитом малтеру су 3 м дебели у основи и 1,47 м на врху; 6.86 м у висину, без мерлона, и 8.23 м са мерлонима. Прорези су широки 0,84 м. Да би се у случају узбуне омогућио приступ бојним местима и истовремено ојачао зид, иза њега је постављен земљани бедем на умерено нагнутој равни. Његов врх чини платформу широку 1.83 м, поплочану опеком и пролази дуж свих зидова иза отвора.

### Капије
На свакој страни зида налазе се по три пролаза постављена на једнакој удаљености (508 м) један од другог и од углова. Свака од дванаест капија, представљена сопственим хороскопским знаком, је широка 4,8 м. Од ових дванаест капија, главна су била централна врата на источном зиду, окренута ка Великој сали за пријеме и Лављем престолу у Палати.
Насип је 7 м од лица зида и широк је 10,36 м са сваке стране пролаза. Споља је украшен једноставним гипсаним резбаријама, али на унутрашњој страни која чини продужење самог пролаза нагло се уздиже без икаквог постоља од нивоа тла. Два степеника, по један са сваке стране капије, омогућавају приступ врху бастиона и зиду. Свака капија била је опремљена дебелим дрвеним вратима са два крила (која су уклоњена након британске анексије).

### Барбакани
Улаз у сваку капију заштићен је зиданим барбаканом подигнутим неколико метара од јарка испред улаза, дужине 17,5 м, ширине 5.2 м и висине 1,5 м, подигнут на ниском постољу. Врхови су крунисани зупчастим грудобранима са три стране, а унутрашња страна окренута ка капији је отворена и слободна. Приступ врху био је само помоћу мердевина. Служили су као напредно одбрамбено средство за заштиту капије и моста удаљених неколико метара. Покрај ове преграде налази се огроман стуб од тиковине наслоњен на постоље од цигле, на чијем је врху дрвена даска на којој је урезан натпис који приказује име капије и годину и датум када је саграђена.
Сваки од четири зида има по 13 бастиона, укупно 48 бастиона. (Бастион на сваком углу спојен је у један, дакле укупно 48). Сви средњи бастиони покривени су павиљоном са петоструким кровом.

### Шанац
Окружујући зидове, на удаљености од око 18 м од њих је ров широк 64 м и просечне дубине 4,5 м. У случају непријатеља наоружаних древним оружјем, овај ров би несумњиво представљао прилично тешку препреку опсадној војсци, чије би снаге биле у потпуности изложени топовским или пушчаним зрнима ратника заштићеним мерлонима на бедемима и на барбиканима.
Ров је првобитно био прекривен са пет дрвених мостова, од којих су четири водила до четири главна улаза, на свакој страни. Пети је водио према југозападним вратима, која су се користила у време монархије за посебне прилике као што је одношење лешева. Британци су изградили два додатна моста, један на југозападном, а други на северозападном углу, како би омогућили допремање материјала и залиха за трупе у тврђави.

## Палата

### Торањ са сатом
На улазу у подручје палате са истока налази се торањ са сатом. То је једноставна грађевина, која се састоји од високог четвртастог постоља; на врху је дрвена платформа надвишена двоструким кровом; целина је крунисана малим кровом или "кишобраном". Са те платформе град је био упознат са протоком времена, редовно се оглашавајући гонгом и врло великим бубњем сваког сата, односно сваког трећег сата; дан и ноћ били су подељени на по четири сата. Време је мерено воденим сатом. Сат се састојао од велике посуде за воду на чију је воду била постављена месингана посуда; на дну потоње је пробушена сићушна рупа, чија је величина тако израчуната да се чинија пунила водом и спуштала на дно велике посуде у тачно понављаним интервалима, који су били сати.

### Кула реликвија
Јужно од Сахат-куле налази се Кула са реликвијама. Добар пример традиционалне бурманске архитектуре, Кула реликвија има три дела - прво је ниско приземље; други део је правоугаони блок или тераса који се уздиже из првог и трећи је реликвијска комора надвишена трослојним кровом; целина је крунисана уобичајеним "кишобранима". Дуж четири стране приземља и терасе простире се парапет сачињен од украса; на четири угла сваког налазе се мали четвртасти стубови, сваки надвишен мермерном статуом или крилатим леогрифом; чудовиште има људску главу и два тела.
Комора реликвија на тераси је четвртаста; једини улаз у њу је на западу, окренут степеништу којим се омогућава приступ врху терасе; ове уске степенице су између два зида од опеке; овакве украсне степенице, са мањим разликама у детаљима, могу се видети широм Бурме, било у цигли или у дрвету. Зидови и кровови реликвијске коморе украшени су грациозним гипсаним резбаријама.

### Врховни суд
Врховни суд је било место где се обављало службено пословање суда. Лављи престо је био је главни престо од осам у палати. Сала се састоји од две дрвене конструкције са три крова, богато украшене фигурама и цвећем, а подржане масивним стубовима од тиковине обојеним црвеном бојом при дну и позлаћеним горе. У њему је постојао Лављи престо за краља.

### Краљевски маузолеји
Северно од Куле са сатом налази се група маузолеја подигнута у знак сећања на неке чланове краљевске породице. Историјски најважнији је маузолеј краља Миндона, који је умро 1878. Првобитно је био од цигле, малтерисан и окречен, који је краљ Тиба подигао у знак сећања на свог оца, чим је гроб саграђен. Касније је краљева гробница украшена стакленим мозаиком. То је квадратна конструкција надвишена седмороструким кровом који се завршава као и обично са "кишобраном". Међу остале маузолеје спадају и маузолеји три Миндонове жене: главна краљица, мајка краља; мајка краљице.

### Краљевска ковница новца
Краљевска ковница новца налази се неколико стотина метара североисточно од маузолеја. Ту је искован први бурмански новчић 1865. године. Након британске анексије, ковница је неколико година коришћена као пекара за трупе. То је једна од ретких зграда у палати која је преживела савезничко бомбардовање током Другог светског рата.

### Осматрачница
На територији палате доминира 24 м висока осматрачница. Било је то место са којег се могао гледати град. Краљ и краљица понекад су се успињали на торањ да би били сведоци прелепе панораме околине са реком и језерима. Прича се да је краљица Супајалат одатле била сведок уласка британских трупа које су заузеле Мандалеј у новембру 1885. године. Стражарска кула је такође преживела савезничко бомбардовање током Другог светског рата.

### Велика сала за пријеме
Сала се састоји од три дела: Северне (или леве) сале за пријеме и Јужне (или десне) сале; тако су се звале јер, када је краљ седео на Престолу, окренут према истоку, прва је била с његове леве, а друга с десне стране. Ова два дела или крила повезана су трансептом који се звао Централна сала, јер су уз њега били десна и лева сала. Велика сала у целини је дугачка 77,1 м.
Испод платформе Палате, са сваке стране степеништа, на истоку, може се видети неколико старих европских топова и близу њих гомиле топовских кугли; неколико пушака постављено је такође поред степеништа на западном прочељу Палате.

### Лављи престо
У Палати је било осам престола, од којих је Лављи престо био највећи и као такав много сложеније извајан од осталих. Само је краљ, наравно, имао право да седи на њему; а ако би било ко други то учинио сматрало би се велеиздајом. Основа је лотосов трон саздан од два лотоса, горњи обрнут на врху другог; овај образац се ни по чему не разликује од обичног олтара који подупире слику Буде; али у средишту, где је најужи, односно на месту где се два лотоса спајају, налази се мали појас који садржи низ ниша; у тим нишама биле су мале фигуре лавова, поред две велике које се сада могу видети са сваке стране Престола. Приступ Престолу је омогућен степеништем у соби иза њега, затвореној клизним вратима од позлаћене решетке.
Оригинални Лављи трон спасен је од уништења у бомбашким нападима у Другом светском рату, јер су га британске власти пренеле у Индију 1885. године након Трећег англо-бурманског рата, а касније вратиле. Сада је изложен у Националном музеју Мјанмара у Јангону.

### Стаклена палата
Стаклена палата, највећа је и сматра се једном од најлепших грађевина Палате. Верује се да је то био главни стан краља Миндона у палати. Као и све Престоне собе, подељена је дрвеном преградом у две просторије.
У источној соби налази се Пчелињи престо, назван тако јер је био украшен фигурама пчела у малим нишама на дну постамента. Ту је одржавана церемонија номиновања главне краљице и краљевске свадбе. Ту су такође били краљ и краљица када су прославили бурманску Нову годину. Тело краља Миндона било је изложено у овој соби након његове смрти 1878. године.
Западна соба, која је раније била подељена на неколико мањих, била је главна соба Миндона, и ниједна друга особа није смела да спава ту осим четири главне краљице, од којих је свака имала собу у близини краљевске собе, која се састојала од мале просторије надграђене пајатхатом, или малим торњем који се састојао од седам кровова сличних Златном торњу над Собом лављег престола. Овај пајатхат је био од позлаћеног бакра. Са сваке стране ове собе стално су била отворена два бела кишобрана. Даме из Стаклене палате биле су, пак, распоређене око западне собе да чекају. Њиховим Величанствима; било да су принцезе или мање важне краљице, није било дозвољено да уђу у ову собу са папучама или са њиховим златним кишобранима: морале су да их оставе на улазу са својим послужитељима.

## Галерија
- Предњи изглед палате
- Апартман главне краљице
- Престо љиљана
- Краљичино купатило
- Бастион Мандалеј палате
- Један од улаза
- Пут ка палати
- Топ
- Палата
- Осматрачница
- Унутрашњост комплекса палате
- Унутрашњост комплекса палате
- Палата Мандалеј
- Детаљ палате
- Стаклена палата 1903.
- Краљ Миндон и краљица
- Краљ Тибо и краљица са сестром, 1885.